# Strage di Falzano
La strage di Falzano fu un eccidio compiuto dalle truppe naziste il 27 giugno 1944, nei pressi di Falzano, località situata nel comune di Cortona, in provincia di Arezzo.

## Storia
Il 26 giugno 1944 una pattuglia tedesca, formata da tre soldati, compì una razzia nei pressi di una fattoria. Poco dopo, tale pattuglia fu intercettata da un gruppo di partigiani. Ne nacque uno scontro a fuoco, che costò la vita a due dei soldati e portò al ferimento del terzo. Quest'ultimo, tuttavia, riuscì a fuggire e a raggiungere un ponte vicino, dove si trovava un gruppo di genieri dell'esercito tedesco. Costoro appartenevano all'818° "Battaglione Pionieri di Montagna" della Wehrmacht, posto a guardia di un gruppo di civili incaricati della riparazione del ponte medesimo.
Avvertiti dell'agguato, il gruppo di soldati mosse immediatamente in direzione di Falzano. Lungo la strada, venne ucciso un giovane del luogo e la sua casa venne data alle fiamme.
A questo punto il gruppo tedesco entrò nuovamente in contatto coi partigiani, che riuscirono a bloccarli per la notte.
Il mattino seguente il gruppo nazista ripartì in direzione di Falzano. Lungo il percorso, vennero uccise altre tre persone, mentre undici furono catturate e successivamente rinchiuse in un'abitazione precedentemente data alle fiamme. A questo punto la casa fu fatta esplodere e solo un giovane allora quindicenne, Gino Massetti, riuscì miracolosamente a salvarsi grazie ad una trave caduta poco prima dello scoppio che lo riparò dall'esplosione. Altre due persone furono passate per le armi nel corso della giornata.

## Processo
Il 16 febbraio 2004 il Tribunale militare di La Spezia rinviò a giudizio l'ex maggiore Herbert Stommel, 88 anni, già comandante del reparto pionieri di montagna, responsabile del massacro, e Josef Scheungraber, all'epoca sottufficiale dello stesso battaglione. Nel processo il Comune di Cortona e la provincia di Arezzo si sono costituite parti civili.
Gli imputati furono condannati all'ergastolo nel 2006, sentenza confermata poi dal Tribunale militare d'appello di Roma, nel novembre del 2007.
Nel 2008 anche il Tribunale militare di Monaco di Baviera condannò i due all'ergastolo.